# フエンラブラダ
フエンラブラダ（Fuenlabrada）は、スペイン・マドリード州にあるムニシピオ（基礎自治体）。 マドリードの南約22.5kmに位置する。マドリード州内では、マドリード、モストレス、アルカラ・デ・エナレスに次いで人口が多い。

## 歴史
フエンラブラダの名は、おそらく泉fuente）と形作る（labrada）から生じたとされている。これは、現在はフエンラブラダの一地区となっているロランカに、12世紀以降、フエンラブラダの前身となる村があったことを意味している。1970年には人口2000人程度しかなかったが、その後70もの教育機関が集まったことの影響もあり、現在はマドリード首都圏を形成する都市で、産業とサービス業が主要産業である。国内でも若年人口の多い基礎自治体の一つでもある。2000年にはフアン・カルロス国王大学がキャンパスを設置した。80年に渡る転入の過程で、住宅を求める若者がやってきて、同様に土地投機が非常に盛んになった。

## 人口
| フエンラブラダの人口推移 1842－2011                     |
|                                                         |
| 出典:INE（スペイン国立統計局）1900年 - 1991年、1996年 - |

## スポーツ
バスケットボールクラブのバロンセスト・フエンラブラダは1981年に創設され、1996年にスペイン1部リーグに初昇格した。リーガACBや2部のリーガLEBに所属している。5,700人収容のフェルナンド・マルティン・スポーツセンターをホームアリーナとしている。
CFフエンラブラダはフエンラブラダを本拠地とするサッカークラブであり、2部リーグであるセグンダ・ディビシオンに在籍。2015年には元スペイン代表のフェルナンド・モリエンテスが監督に就任した。2011年に完成した5,400人収容のエスタディオ・フェルナンド・トーレスをホームスタジアムとしている。このスタジアムはフエンラブラダ出身のサッカー選手であるフェルナンド・トーレスの名前を冠している。

## 出身者
- ディオニシオ・アグアド(1784-1849) : クラシックギター作曲家。
- エル・フンディ(1966-) : 闘牛士。
- ペペ・エレーロ(1977-) : 音楽プロデューサー。
- アルバロ・カマラ・レイ(1978-) : サッカー選手。
- ネルビオッソ(1978-) : ラッパー。
- ラウール・モレノ・アルタレホ(1979-) : サッカー選手。
- レオ・ヒメネス(1979-) : 歌手。
- セサル・ヒメネス(1984-) : 闘牛士。
- フェルナンド・トーレス(1984-) : サッカー選手。
- ロベルト・ヒメネス(1985-) : サッカー選手。
- ダニエル・レトゥエルタ(1989-) : 俳優。
- アンドレア・ドゥーロ(1991-) : 女優。
- ルシーア・ラモス(1991-) : 女優。
- ダビド・カスティーリョ(1992-) : 俳優。

## 姉妹都市
- Joal-Fadiouth、セネガル
- サン・フアン・デ・リオ・ココ、ニカラグア